# Lugowoje (Kaliningrad, Bagrationowsk)
Lugowoje (russisch Лугово, deutsch Klein Park und Zwangshof) war ein Ort in der russischen Oblast Kaliningrad (Gebiet Königsberg (Preußen)). Er vereinigte zwei bis 1945 getrennte Ortschaften, die zum Kreis Preußisch Eylau in Ostpreußen gehörten.

## Geographische Lage
Die Ortsstellen Klein Park und Zwangshof Lugowojes lagen nur wenige hundert Meter entfernt im südlichen Westen der Oblast Kaliningrad, 14 Kilometer nordwestlich der einstigen Kreis- und jetzigen Rajonshauptstadt Preußisch Eylau (russisch Bagrationowsk).

## Geschichte

### Bis 1945

#### Klein Park
Noch vor 1437 wurde das Vorwerk Cleyne Paroyke gegründet und später auch Cleyne Preuke, Perroyke und Preuken, vor 1785 Klein Park und nach 1820 bis 1947 Klein Park genannt. Bis 1945 war der kleine Ort ein Ortsteil des Gutsbezirks (ab 1929 der Landgemeinde) Kilgis (russisch Saretschje, ab 1993 Krasnoarmeiskoje) im Kreis Preußisch Eylau in Ostpreußen.
1945 kam Klein Park mit dem gesamten nördlichen Ostpreußen zur Sowjetunion.

#### Zwangshof
Erst 1820 wurde das Vorwerk Zwangshof mit einer Ziegelei gegründet. Es gehörte zum Gutsbezirk Penken (russisch Podgornoje) im ostpreußischen Kreis Preußisch Eylau, ab 1928 zur Landgemeinde Dollstädt (russisch Krasnosnamenskoje).
Als 1945 das nördliche Ostpreußen in Kriegsfolge an die Sowjetunion fiel, war eben auch Zwangshof davon betroffen.

### Seit 1945

#### Lugowoje
Bis zum Jahre 1947 behielten die Ortschaften Klein Park und Zwangshof ihre deutschen Namen. Dann aber wurden sie unter der russischen Bezeichnung „Lugowoje“ zusammengeführt und in den Puschinski selski Sowet (Dorfsowjet Puschkino (Posmahlen)) eingegliedert. Eine reguläre Besiedlung scheint nicht stattgefunden zu haben, denn schon lange vor 1988 war Lugowoje verlassen und verwaist. Heute gilt es als untergegangen. Die Ortsstelle liegt jetzt im Rajon Bagrationowsk (Stadtkreis Prerußisch Eylau) in der Oblast Kaliningrad (Gebiet Königsberg (Preußen)) der Russischen Föderation.

## Religion
Sowohl Klein Park als auch Zwangshof waren bis 1945 in das Kirchspiel der evangelischen Kirche Dollstädt (russisch Krasnosnamenskoje) eingepfarrt. Sie gehörte zur Kirchenprovinz Ostpreußen der Kirche der Altpreußischen Union.

## Verkehr
Die kaum noch wahrnehmbaren Ortstsellen von Klein Park und Zwangshof in Lugowoje sind über Landwege von Krasnoarmeiskoje (Kilgis) bzw. von Krasnosnamenskoje (Dollstädt) aus zu erreichen.